# Audie Bock
Audie Elizabeth Bock (* 15. Oktober 1946 in Glens Falls, US-Bundesstaat New York) ist eine US-amerikanische College-Professorin, Filmwissenschaftlerin und Politikerin. Sie war das erste Mitglied der amerikanischen Grünen, das in ein Parlament eines Bundesstaates gewählt wurde.

## Biographie

### Akademische Karriere
Bock wuchs in Berkeley, Kalifornien, auf und schloss 1967 das Wellesley College mit einem Bachelor in Französisch ab. Danach lebte sie einige Jahre in Japan, 1974 erreichte sie einen Master-Grad der Ostasienwissenschaften an der Harvard University. Mit Hilfe eines Fulbright-Stipendiums ging sie zurück nach Japan um ihre Dissertation über zehn japanische Filmschaffende zu schreiben. Diese wurde 1978 unter dem Titel „Japanese film directors“ veröffentlicht. 1984 erschien ihre Monographie über Mikio Naruse. In Japan freundete sich Audie Bock mit dem Regisseur Akira Kurosawa an. Sie war Produktionsassistentin bei dessen Film Kagemusha und übersetzte dessen Autobiographie „Something Like An Autobiography“ (So etwas wie eine Autobiographie) ins Englische.

### Politik
Ursprünglich den Demokraten zugewandt trat Audie Bock 1994 den Grünen bei. Anfang 1999 kam es zu einer Nachwahl im 16. Wahldistrikt der California State Assembly, ausgelöst durch den Aufstieg des Amtsinhabers Don Perata in den Senat von Kalifornien. Bock war Kandidatin der Grünen und galt als praktisch chancenlos. Favorit Elihu Harris, Bürgermeister von Oakland, erreichte als bester dreier demokratischer Kandidaten jedoch nur 49 % anstatt der erforderlichen absoluten Mehrheit. Bock war mit knapp 9 % der Stimmen beste Vertreterin einer anderen Partei – die Republikaner hatten keinen Kandidaten aufgestellt – und kam daher mit Harris in eine Stichwahl. Dort wurde sie von mit Harris unzufriedenen Demokraten unterstützt, zudem warf man Harris Stimmenkauf – an Wähler wurden Gutscheine für gebratene Hähnchen verschickt – vorgeworfen. Bock gewann die Stichwahl mit 50,6 % bzw. 327 Stimmen Vorsprung.
Im August 1999 verließ Audie Bock aus wahltaktischen Gründen die Grüne Partei und kandidierte bei der regulären Abgeordneten-Wahl Ende 2000 als Unabhängige. Trotzdem konnte sie ihren Überraschungserfolg von 1999 nicht wiederholen und war gegen die Demokratin Wilma Chan chancenlos. Bock trat danach wieder der Demokratischen Partei bei. Bei den Gouverneurswahlen 2003 erhielt sie 3.358 Stimmen (0,04 %) war damit 22. unter den 135 Bewerbern.

## Werke
- Japanese film directors, 1978
- Naruse: A master of the Japanese cinema : a retrospective, 1984
- Something Like An Autobiography, Übersetzung, 1983